# Rivière Mistaouac
Rivière Mistaouac är ett vattendrag i Kanada.   Det ligger i provinsen Québec, i den sydöstra delen av landet, 500 km nordväst om huvudstaden Ottawa.
I omgivningarna runt Rivière Mistaouac växer i huvudsak blandskog. Trakten runt Rivière Mistaouac är nära nog obefolkad, med mindre än två invånare per kvadratkilometer.